# Allan Cole
Allan Cole (Kingston, 14 ottobre 1950) è un ex calciatore e allenatore di calcio giamaicano, noto anche per essere stato amico personale e collaboratore di Bob Marley.

## Biografia
Soprannominato Skill, Cole era figlio unico e crebbe a Woodford, nel centro di Kingston.
Divenne amico di Bob Marley, facendogli da road manager per buona parte degli anni '70 ed anche nell'ultima serie di concerti tenuti dal grande artista giamaicano. Per Marley scrisse con Carlton Barrett la canzone War, tratta da un discorso fatto dall'imperatore d'Etiopia, Hailé Selassié.
Nel 2007 viene condannato a 18 mesi di prigione per traffico di droga, ma la pena venne annullata nel 2010 e cambiata in una ammenda di 330.000 dollari giamaicani.
Il figlio Allan Cole Jr, deceduto nel settembre 2017, seguì le orme paterne dedicandosi anch'egli in gioventù al calcio.

## Carriera calcistica

### Caratteristiche tecniche
Ebbe i primi rudimenti del calcio dal padre; divenuto attaccante, è stato definito dall'ex calciatore Neville Oxford, che fu suo compagno di squadra al Kingston College, come uno dei migliori giocatori giamaicani del periodo, dotato di un'ottima visione di gioco e abilità nel passaggio.

### Calciatore

#### Club
Si forma calcisticamente nel Kingston College, che lascia nel 1964 per andare al Campion College.
Dopo tre anni con Vere Technical, viene ingaggiato nel 1968 dagli statunitensi dell'Atlanta Chiefs. Con gli Chiefs vince la prima edizione della NASL, pur giocando un solo incontro.
Terminata l'esperienza ad Atlanta, torna in patria per giocare nel Real Mona e nel Boys' Town.
Durante un'amichevole tra la The Red Brigade e i brasiliani del Náutico, Cole si fa notare per le sue prestazioni e viene così ingaggiato nel 1972 dal club di Recife. Con gli alvi-rubro ottiene il sesto posto nel girone B del Segundo Campeonato Nacional de Clubes. L'esperienza in Brasile termina quando la dirigenza del Nautico gli chiede di tagliarsi i dreadlocks.
Ritornato in patria, gioca nel Santos sino al 1977, vincendo quattro campionati giamaicani. Cole stesso della sua militanza al Santos ricorda la prestigiosa vittoria contro gli statunitensi del N.Y. Cosmos.
Alla fine dell'esperienza con il Santos, i trasferisce in Etiopia per tre anni. Negli anni '80 ha svolto l'incarico di allenatore-giocatore con il Port Morant Utd.

#### Nazionale
Iniziò a far parte della nazionale giamaicana all'età di 15 anni, risultando il più giovane esordiente con la maglia dei Raggae Boyz.
Nel 1968 Cole con la sua nazionale chiuse all'ultimo posto del Gruppo 3 delle qualificazioni al campionato mondiale di calcio 1970 della CONCACAF.

### Allenatore
Durante il suo soggiorno triennale in Etiopia ha collaborato con la locale nazionale.
Ritornato in patria, negli anni '80 ha svolto l'incarico di allenatore-giocatore con il Port Morant Utd. Ha inoltre allenato anche gli Arnett Gardens e il Rockfort.

## Statistiche

### Cronologia presenze e reti in Nazionale[6]
| Cronologia completa delle presenze e delle reti in nazionale ― Giamaica | Cronologia completa delle presenze e delle reti in nazionale ― Giamaica | Cronologia completa delle presenze e delle reti in nazionale ― Giamaica | Cronologia completa delle presenze e delle reti in nazionale ― Giamaica | Cronologia completa delle presenze e delle reti in nazionale ― Giamaica | Cronologia completa delle presenze e delle reti in nazionale ― Giamaica | Cronologia completa delle presenze e delle reti in nazionale ― Giamaica | Cronologia completa delle presenze e delle reti in nazionale ― Giamaica |
| Data                                                                    | Città                                                                   | In casa                                                                 | Risultato                                                               | Ospiti                                                                  | Competizione                                                            | Reti                                                                    | Note                                                                    |
| ----------------------------------------------------------------------- | ----------------------------------------------------------------------- | ----------------------------------------------------------------------- | ----------------------------------------------------------------------- | ----------------------------------------------------------------------- | ----------------------------------------------------------------------- | ----------------------------------------------------------------------- | ----------------------------------------------------------------------- |
| 27-11-1968                                                              | San José                                                                | Costa Rica                                                              | 3 – 0                                                                   | Giamaica                                                                | Qual. Mondiali 1970                                                     | -                                                                       |                                                                         |
| 1º-12-1968                                                              | San José                                                                | Costa Rica                                                              | 3 – 1                                                                   | Giamaica                                                                | Qual. Mondiali 1970                                                     | -                                                                       |                                                                         |
| 8-12-1968                                                               | Tegucigalpa                                                             | Honduras                                                                | 2 – 0                                                                   | Giamaica                                                                | Qual. Mondiali 1970                                                     | -                                                                       |                                                                         |
| Totale                                                                  |                                                                         | Presenze                                                                | 3+                                                                      |                                                                         | Reti                                                                    | ?                                                                       |                                                                         |

## Palmarès
- Campionato NASL: 1

Atlanta Chiefs: 1968
- National Premier League: 4

Santos: 1973-1974, 1974-1975, 1975-1976, 1976-1977